# Эссенция (вещество)
Эссенция (от лат. essentia — сущность) — общее выражение для определения жидкостей, представляющих собой в сгущенном состоянии вещества, обычно получающиеся или применяющиеся в более разведенном состоянии, например уксусная эссенция — 30 %-ный водный раствор уксусной кислоты. 
В более узком смысле под эссенциями подразумевают главным образом спиртовые концентрированные растворы веществ, обладающих вкусовыми или душистыми свойствами, но здесь трудно провести точную грань между эссенциями и экстрактами.
В настоящее время выражение эссенции употребляется почти исключительно в отношении концентрированных растворов душистых веществ, применяющихся в пищевой и парфюмерной промышленности. 
Фруктовые эссенции употребляются в кондитерском производстве и для приготовления искусственных фруктовых вод и ликеров. Это обычно спиртовые растворы сложных эфиров в смеси с небольшим количеством эфирных масел и искусственных душистых веществ. Цветочные эссенции — насыщенные спиртовые растворы смесей эфирных масел, цветочных экстрактов и искусственных душистых веществ.